# Parc Natural de la Pobla de Sant Miquel

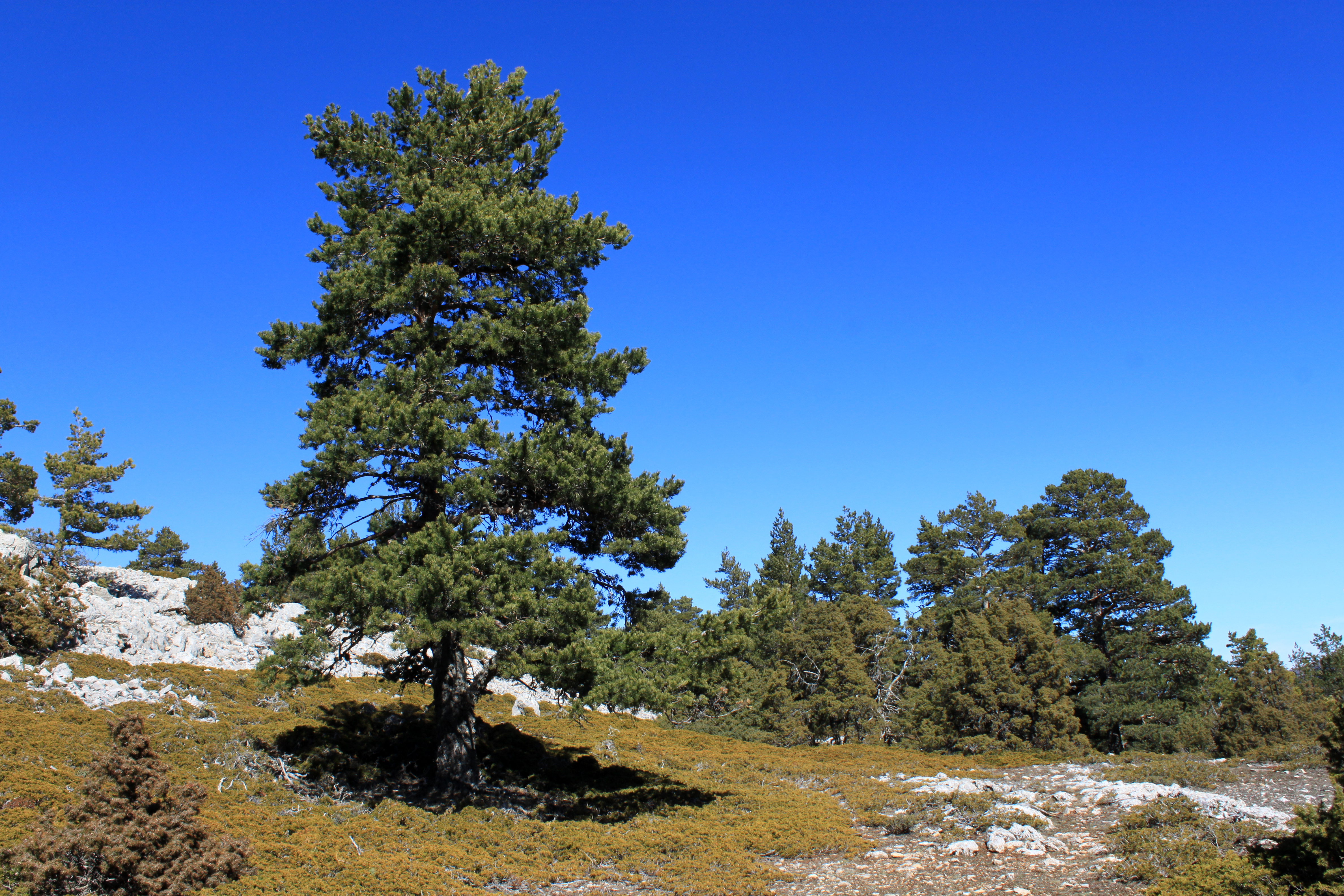
Cerro Calderón des del Gavilán

El Parc Natural de la Pobla de Sant Miquel se situa a la comarca del Racó d'Ademús, al terme municipal de La Pobla de Sant Miquel. Va ser creat el maig de 2007 pel govern valencià, dos dies abans de les eleccions municipals.
El parc té una superfície de més de 6.300 hectàrees, que comprèn la totalitat del terme de la Pobla. La declaració com a espai protegit ha sigut polèmica i ha trobat una forta oposició dels pocs veïns que hi viuen.
Dintre d'ell es poden trobar la major part de les varietats del bosc mediterrani. Es pot destacar la major quantitat de sabines monumentals del País Valencià, i potser d'Espanya, trobant-se un grup de sabines denominades Las Blancas que, datades pels tècnics, poden tenir entre 1.500 i 2.000 anys (fòssils vivents). També són destacables al voltant de 55 Has. de pi silvestre molt restringit en tot el País Valencià. Altre arbre singular que abunda relativament és el teix, amb regeneracions naturals en el Barranc del Ripoll, lloc digne de visitar. A més en el paratge de La Peguera es troba un exemplar de Teix monumental per les seves grans dimensions.